# Gaspard IV de Coligny
Pour les articles homonymes, voir Gaspard de Coligny, Coligny et Maison de Coligny.
Gaspard IV de Coligny, né le 9 juin 1620 à Châtillon-sur-Loing et mort le 9 février 1649 au Château de Vincennes, comte puis duc de Coligny (1648), duc de Châtillon, baron de Beaupont, Beauvoir, Montjuif, Roissiat et Chevignat, seigneur de Montmuran et Tinténiac, pair de France (1648), appartenait à l'ancienne famille de Coligny éteinte en 1694. Il était le fils de Gaspard III de Coligny.

## Biographie
Né à Châtillon le 9 juin 1620, Gaspard est tenu sur les fonts baptismaux protestants le 20 du même mois par le duc de Lesdiguières et madame de La Trémouille. Nommé d’Andelot du vivant de son frère, celui-ci étant mort, il prend le nom de Marquis de Châtillon. Il abjure du protestantisme en mai 1643 à l’instigation de Marion Delorme dont il a les faveurs.[réf. nécessaire]
En 1646, le roi confirme[réf. nécessaire] l’érection, faite au profit de son père sous le nom de Coligny, de la terre de Châtillon en duché-pairie, sous le nom de Châtillon. En novembre 1648, c'est le comté de Coligny, en Bresse, qui est en sa faveur érigé en duché, sous son nom originel.

## Carrière militaire
Gaspard IV fait ses premières armes sous le maréchal de Châtillon son père, et sert comme aide de camp aux sièges d'Yvoy (1637) et de Saint-Omer (1638), et à la levée du siège de Mouzon par Piccolomini (1639). Nommé mestre de camp du régiment de Beauce (1635-1641), le 1er juillet 1639 après la mort du comte d'Onzain au siège et bataille de Thionville, il marche à la reprise d'Yvoy. 
Le 21 juin 1640, Gaspard lève un régiment d’infanterie sous son nom (Andelot), qui fait le siège d’Arras. Lorsque les ennemis assaillent le fort Rantzau, abandonné par les Français, Andelot soutenu par le comte de Grancey, parvient à y pénétrer et en chasse les Espagnols. Il est blessé à la main, et reçoit un coup de mousquet sur ses armes, si fort qu'on le croit mort.
À la bataille de la Marfée, il se retrouve presque seul avec son père sur le champ de bataille. Son régiment est licencié après la défaite (juillet 1641). Il délaisse ensuite le régiment de Beauce pour prendre le commandement de celui de Piémont dont il vient d’être nommé mestre de camp en remplacement du marquis de Senecey. 
En 1642, Gaspard est, sous le maréchal de Grammont, au combat d’Honnecourt. Il combat ensuite à la bataille de Rocroi (mai 1643) sous le duc d’Enghien (le futur Grand Condé), auquel il est très lié. Nommé maréchal des camps et armées du Roi le 27 mai 1643, il sert en cette qualité au siège de Thionville (juillet-août 1643), où il est blessé deux fois, puis au siège de Sirk. 
En mars 1644, il se démet du régiment de Piémont et se trouve au siège de Gravelines. Passé en Allemagne sous le duc d’Enghien, il combat à la bataille de Nördlingen (1645) et concourt à la prise de Trèves. Choisi par le roi pour succéder à son père dans la charge de général des troupes françaises entretenues en Hollande (1646), il sert au siège de Courtrai. 
En 1647, Châtillon sert en Catalogne sous le prince de Condé, comme colonel-général de la cavalerie-légère de l’armée du roi. Celui-ci le destine à prendre le commandement du corps de troupe séparé que Condé doit former, mais cela ne se fait pas. Il se trouve au siège de Lérida levé le 17 juin 1647. 
Créé lieutenant-général des armées du roi le 22 mars 1648, il sert, toujours sous Condé, au siège d’Ypres. Lors de la célèbre bataille de Lens, il commande le corps de bataille et apporte à la Cour la nouvelle de la victoire.

## Une fin glorieuse
Le parlement s’étant soulevé contre Mazarin, Gaspard, nouvellement créé duc de Coligny, commande une partie de l’armée royale, et est chargé par Condé de reprendre Charenton. Au cours de l'attaque, un coup de feu le blesse mortellement au rein. Il est transporté au château de Vincennes où il meurt, le 9 février 1649, âgé de 28 ans et demi. Le roi venait de le créer maréchal de France. Sa valeur, unanimement reconnue, le promettait à la plus brillante destinée, et sa mort fut pleurée.
Le roi ordonna, par un privilège exceptionnel, qu’il fût inhumé dans la basilique de Saint-Denis. Ses obsèques eurent lieu le 20 février suivant, la harangue funèbre étant prononcée par le révérend père Favre, cordelier.

## Famille
Gaspard de Coligny tomba amoureux d'Élisabeth-Angélique de Montmorency, seconde fille de François de Montmorency-Bouteville, comte de Bouteville et de Luxe, qui fut décapité comme duelliste en 1627 sur la place de Grève à Paris, et sœur du futur maréchal de Luxembourg, le célèbre tapissier de Notre-Dame. Elle était née à Paris et fut baptisée selon la foi catholique le 8 mars 1627. Gaspard l’enleva, ce qui fit grand bruit dans le monde, et l’épousa (par contrat passé à Paris le 18 juin 1645) contre le gré du maréchal de Châtillon son père, en présence du prince de Condé, qui l’avait autrefois aimée, et de plusieurs autres. 
Veuve, Élisabeth-Angélique se remaria, à Christian-Louis duc de Mecklembourg (février-mars 1664), dont elle se sépara peu après. Elle œuvra le restant de ses jours dans les intérêts de la diplomatie française en Europe. En 1675, elle fonda à Châtillon le couvent des Bénédictines de l’adoration perpétuelle du Saint-Sacrement pour instruire les jeunes filles et favoriser la conversion des Réformés. Elle mourut à Paris le 24 janvier 1695 à l’âge de 69 ans. Son corps fut inhumé aux filles du Saint-Sacrement du faubourg Saint-Germain, et son cœur au couvent des Carmélites du faubourg Saint-Jacques. 
Gaspard et Élisabeth-Angélique conçurent un enfant qui naquit après la mort de son père :
- Henry-Gaspard de Coligny, ou Louis-Gaspard (né posthume le 10 ou 11 juillet 1649 - mort en 1657), duc de Coligny, baron de Beaupont, Beauvoir, Montjuif, Roissiat et Chevignat, seigneur de Châtillon etc., pair de France. Le roi confirma en sa faveur l’érection en duché-pairie du comté de Coligny, en Bresse, accordée à son feu père. Il eut pour tuteur son cousin Gaspard de Coligny-Saligny, puis Jean de Coligny-Saligny son fils (le futur vainqueur de Saint-Gothard).

Avec Henri-Gaspard s’éteignit le nouveau duché de Coligny. La terre de Coligny passa à ses tantes Henriette et Anne. Après la mort de son jeune fils, Élisabeth-Angélique racheta à ses belles-sœurs, Anne et Henriette, la terre de Châtillon, qu’elle transmit à son neveu Paul-Sigismond, en faveur de qui cette terre fut à nouveau érigée en duché (1696).

## Dans la littérature
Alexandre Dumas donne, dans Vingt ans après, sa version de la mort de Gaspard de Coligny : représenté sous le nom de Châtillon, il est tué par Aramis lors de la bataille de Charenton.
Dans ses Historiettes, Tallemant des Réaux fait passer le jeune duc de Châtillon pour intéressé par la gent masculine... (Tallemant des Réaux, Historiettes, édition d'A. Adam, tome II, page 1005, note 7).
Gaspard de Châtillon est l'un des personnages principaux du roman de Juliette Benzoni, La Guerre des duchesses (Tome 1 : La fille du condamné), Plon, 2012.

## Sources
- Notice extraite du Duché de Coligny (1648-1657), par Roch de Pillot de Coligny (Axor-Danaé, 1998).
- Histoire amoureuse des Gaules de Bussy-Rabutin.

- Notices d'autorité :   - VIAF
  - ISNI
  - IdRef
  - LCCN
  - GND
  - Pologne
  - WorldCat